# Karl von Thüngen
Karl Freiherr von Thüngen foi um General da Alemanha durante a Segunda Guerra Mundial. Nasceu em Mogúncia em 26 de Março de 1893, executado em Brandemburgo em 24 de Outubro de 1944.

## Biografia
Foi um oficial cadete em 1912 e Leutnant num Regimento de Cavalaria do Exército da Baviera em 1914. Ele continuou a sua carreira militar no período de entre-guerras, subindo para a patente de Oberst em 1 de Abril de 1939.
Com o início da Segunda Guerra Mundial, ele comandou o Inf.Ersatz- Rgt. 254. mais tarde ele esteve no comando do Kav.Rgt. 22 (12 de Fevereiro de 1940) e após o 1. Reit.Brig. (22 de Maio de 1940). Se tornou Generalmajor em 1 de Dezembro de 1941, subindo para a patente de Generalleutnant em 1 de Janeiro de 1943. Ele comandou a 18ª Divisão Panzer (26 de Janeiro de 1942) se tornando mais tarde inspetor no Wehrkreis I (Berlim) (1 de Junho de 1943).
Ele foi envolvido no atentado de 20 de Julho de 1944 contra Hitler, ele foi preso, julgado e enforcado em Brandemburgo em 24 de Outubro de 1944.

## Condecorações
Foi condecorado com a Cruz de Cavaleiro da Cruz de Ferro (6 de Abril de 1943) e a Cruz Germânica em Ouro (18 de Outubro de 1941).